# Vlag van Beaumont
De vlag van Beaumont is bevestigd door het gemeentebestuur als de vlag van de Henegouwse gemeente Beaumont. De vlag kan als volgt worden beschreven:
Twee even lange banen van wit en van rood.
De kleuren zijn afkomstig van het gemeentewapen.
De Raad van Heraldiek en Vexillologie (Frans: Conseil d’héraldique et de vexillologie) stelde een vlag met rood met een wit kasteel, gelijk aan het gemeentewapen.

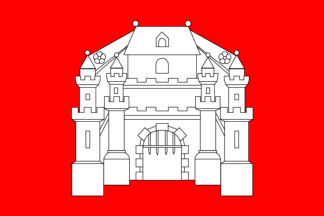
Vlagontwerp van de Raad van Heraldiek en Vexillologie